# در جستجوی جکی
در جستجوی جکی (انگلیسی: Looking for Jackie) یک فیلم اکشن و درام خانوادگی است که در سال ۲۰۰۹ منتشر شد. از بازیگران آن می‌توان به جکی چان اشاره کرد.